# Соболевский, Радослав
Радо́слав Соболе́вский (пол. Radosław Sobolewski; род. 13 декабря 1976, Белосток) — польский футболист, полузащитник, тренер.

### Клубная
Выступал только за польские клубы в течение своей карьеры: начинал в «Ягеллонии», где забил наибольшее количество мячей в течение выступления за клуб (17 мячей). В 1998 году перешёл в «Вислу» из Плоцка, где отыграл 110 матчей с результативностью в 12 голов. В сезоне 2003/2004 выступал за «Дискоболию», после чего провёл 8 лет в краковской «Висле». После сезона 2012/2013 перешёл в «Гурник» (Забже), за который играл до окончания карьеры в 2016 году. 

### В сборной
Играл с 2003 по 2007 годы в сборной. Провёл 32 игры, один раз забил гол в товарищеской игре с Эстонией 20 августа 2003. Отправился на чемпионат мира 2006, где польская сборная не вышла из группы, а в групповой игре против принципиальных соперников из Германии Соболевский получил красную карточку и стал первым игроком сборной Польши, удалённым в финальной части чемпионата мира. Объявил о завершении международной карьеры 20 ноября 2007, несмотря на выход Польши в финал Евро-2008.

### Тренер
После окончания карьеры футболиста вошёл в тренерский штаб краковской «Вислы» в качестве ассистента главного тренера. В 2017—2019 годах неоднократно исполнял обязанности главного тренера «Вислы». 
4 августа 2019 года был назначен главным тренером «Вислы» (Плоцк), подписав соглашение до конца сезона. По итогам чемпионата «Висла» (Плоцк) набрала 51 очко в 37 матчах и заняла 12-е место, благодаря чему была активирована опция продления контракта с Соболевским еще на 12 месяцев. 
12 апреля 2021 года Радослав Соболевский был уволен с поста главного тренера после 9-матчевой серии без побед.

## Достижения
- Чемпион Польши (4): 2004/05, 2007/08, 2008/09, 2010/11
- Обладатель Кубка Польши: 2004/05
- Победитель Первой лиги: 1998/99
- Лучший полузащитник года: 2005
- Игрок месяца: март 2009